# Kahl am Main
Kahl am Main è un comune tedesco di 7 387 abitanti, situato nel land della Baviera.